# El Dorado Hills (Kalifornija)
El Dorado Hills je naseljeno područje za statističke svrhe u američkoj saveznoj državi Kalifornija. Prema popisu stanovništva iz 2010. u njemu je živjelo 42,108 stanovnika.